# NGC 7646
NGC 7646 (другие обозначения — IC 5318, PGC 71338, MCG -2-59-15, IRAS23215-1208) — спиральная галактика (Sc) в созвездии Водолей.
Этот объект входит в число перечисленных в оригинальной редакции «Нового общего каталога».